# Трейси, Филип
Филип Трейси (род. 26 мая 1967, Баллинасло, графство Голуэй) — современный британский и ирландский модельер-шляпник.

## Биография
Филип Трейси родился 26 мая 1967 года в Баллинасло, графство Голуэй. Его родителям, Джеймсу Винсенту Трейси и Кэти Агнес, принадлежал хлебный магазин в городке Ахаскра.
В 1985 году Филип поступил в Дублинский национальный колледж искусства и дизайна на факультет журналистики. Увлёкся моделированием шляп и работал у британского дизайнера головных уборов Стивена Джонса. В 1988 году он поступил в Лондонский Королевский колледж искусства на магистра искусств дизайна женской одежды, с которого перевёлся на курс дизайна головных уборов.
Быстро завоевал известность среди лондонского мира моды, этому было, в частности, связано с тем, что известная модистка и журналист Изабелла Блоу носила многие из его шляп. В 1991 году Трейси создаёт шляпы для дома Chanel и на церемонии British Fashion Awards награждается как лучший дизайнер аксессуаров. В 1993 году он проводит свой успешный дебютный показ шляп на Неделе Моды в Лондоне.

## Известные работы
Его творения использовались в «белой коллекции» высокой моды Александра Маккуина (Givenchy, Париж). Разрабатывал шляпы для Карла Лагерфельда (Chanel), для Валентино, Ральфа Лорена и Донны Каран.
В 2005 году спроектировал свадебную шляпку для герцогини Корнуольской Камиллы Паркер-Боулз.
Трейси разработал шляпы для съёмок различных кинофильмов, включая фильмы о Гарри Поттере и «Секс в большом городе» (в последнем её носит Сара Джессика Паркер). 29 апреля 2011 года на свадьбе принца Уильяма и Кэтрин Миддлтон насчитывалось 36 шляп работы Трейси, включая шляпку принцессы Беатрис, которую широко обсмеяли средства массовой информации.
Филип также делает шляпы для Леди Гаги.

## Награды
19 ноября 2007 года Филип Трейси за заслуги перед британской индустрией мод был награждён почётным орденом Британской империи; награда на церемонии в Кларенс-хаусе была вручена Трейси принцем Чарльзом и его супругой герцогиней Камиллой.